# Gruidae
Famille
Les Gruidés (Gruidae) sont une famille de grands oiseaux  de l'ordre des Gruiformes. Cette famille comprend quatre genres et quinze espèces existantes.

## Description

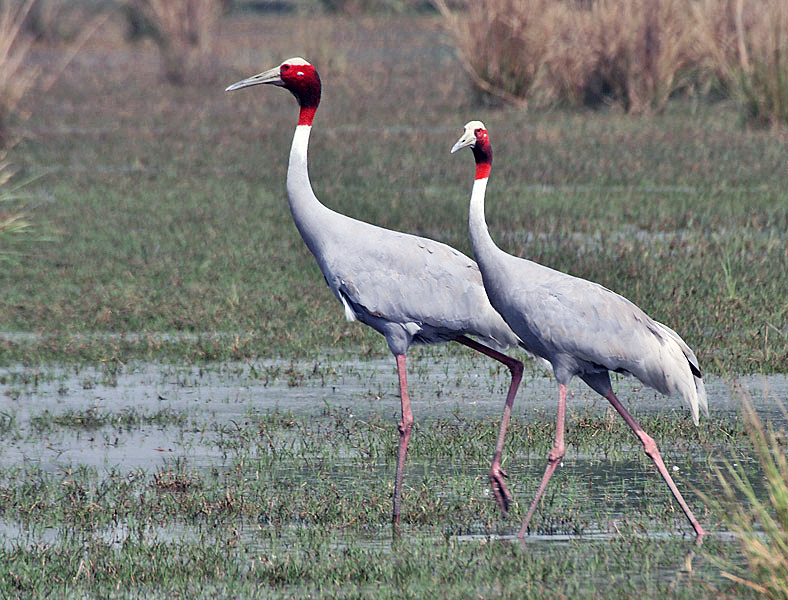
Grues antigone en Inde

Ce sont de grands oiseaux terrestres (de 90 à 176 centimètres), gracieux, à long cou et longues pattes, au plumage à dominantes grises ou blanches.

## Habitats et répartition

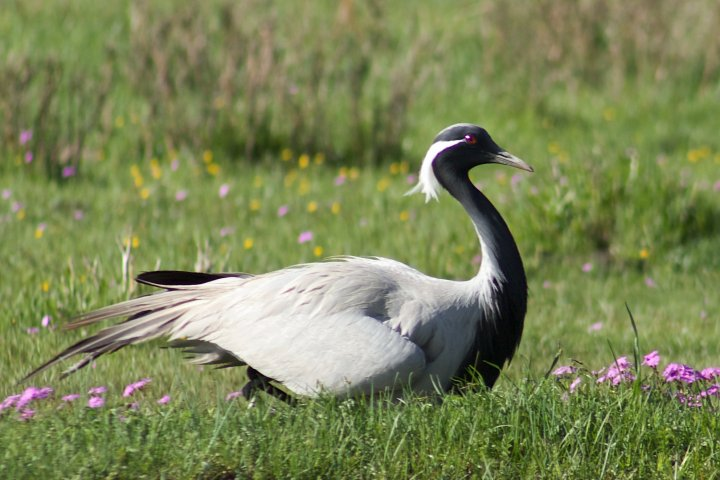
Femelle grue demoiselle couvant sur son nid, en Mongolie

On les trouve sur tous les continents, excepté l'Antarctique, les îles d'Océanie et l'Amérique du Sud. On observe la plus grande diversité des genres en Afrique et des espèces en Asie. Les gruidés fréquentent les zones humides ou herbeuses étendues.

## Liste alphabétique des genres
- Balearica Brisson, 1760 (2 espèces)
- Leucogeranus Bonaparte, 1855 (1 espèce)
- Antigone Reichenbach, 1853 (4 espèces)
- Grus Pallas, 1766 (8 espèces)

## Liste des espèces
D'après la classification de référence (version 14.1, 2024) du Congrès ornithologique international (ordre phylogénique) :
- Sous-famille des Balearicinae :
  - Balearica regulorum – Grue royale
  - Balearica pavonina – Grue couronnée

- Sous-famille des Gruinae
  - Leucogeranus leucogeranus – Grue de Sibérie

- - Antigone canadensis – Grue du Canada
  - Antigone vipio – Grue à cou blanc
  - Antigone antigone – Grue antigone
  - Antigone rubicunda – Grue brolga
  - Grus carunculata – Grue caronculée
  - Grus paradisea – Grue de paradis
  - Grus virgo – Grue demoiselle
  - Grus japonensis – Grue du Japon
  - Grus americana – Grue blanche
  - Grus grus – Grue cendrée
  - Grus monacha – Grue moine
  - Grus nigricollis – Grue à cou noir

## Langue
- « Faire le pied de grue » signifie familièrement « attendre longtemps sur ses pieds. »
- « Grue » désigne familièrement une prostituée.
- L'expression « bayer aux corneilles » se disait « bayer aux grues » au XVIIe siècle.
- Le petit de la grue se nomme le gruon ou gruau.

## La grue en art et traditions
- En littérature, Homère, dans l’Iliade (III, v. 2-7), raconte que les grues attaquent les Pygmées.
- En littérature, Ovide, dans les Métamorphoses (VI, v. 90 et suiv.), raconte comment la mère des Pygmées, Œnoé, a été transformée en grue et s'est attaquée à son propre peuple.
- En musique, La grue est une célèbre chanson populaire arménienne réécrite et harmonisée par Komitas, fondateur de la musique arménienne classique moderne. Elle traite du sentiment d'exil et de la nostalgie, celle de la terre à jamais perdue[1].
- Au cinéma, Quand passent les cigognes est un film soviétique de Mikhaïl Kalatozov (1957) ; le titre original russe est Летят журавли, Letiat jouravli, « Les grues volent » ; l'oiseau évoqué dans le film est la grue de Sibérie, remplacée par la cigogne en version française pour éviter les sens multiples du mot « grue ».
- En origami, la grue est un pliage traditionnel, et une figure emblématique japonaise.
- Dans la mythologie celtique, la grue joue un rôle de psychopompe[2].

## Sources et références
1. ↑  Komitas, Krunk. Կոմիտաս Վարդապետ, Կռունկ
2. ↑  Revue celtique - Volumes 42 à 43 - Page 44

- del Hoyo J., Elliott A. & Sargatal J. (1996) Handbook of the Birds of the World, Volume 3, Hoatzin to Auks. BirdLife International, Lynx Edicions, Barcelona, 821 p.
- C. Krajewski, J.T. Sipiorski, et F.E. Anderson 2010, « Complete Mitochondrial Genome Sequences and the Phylogeny of Cranes (Gruiformes: Gruidae) », The Auk, vol. 127 (2010), p. 440-452.